# کاروانسرای سلطان خان (قیصریه)

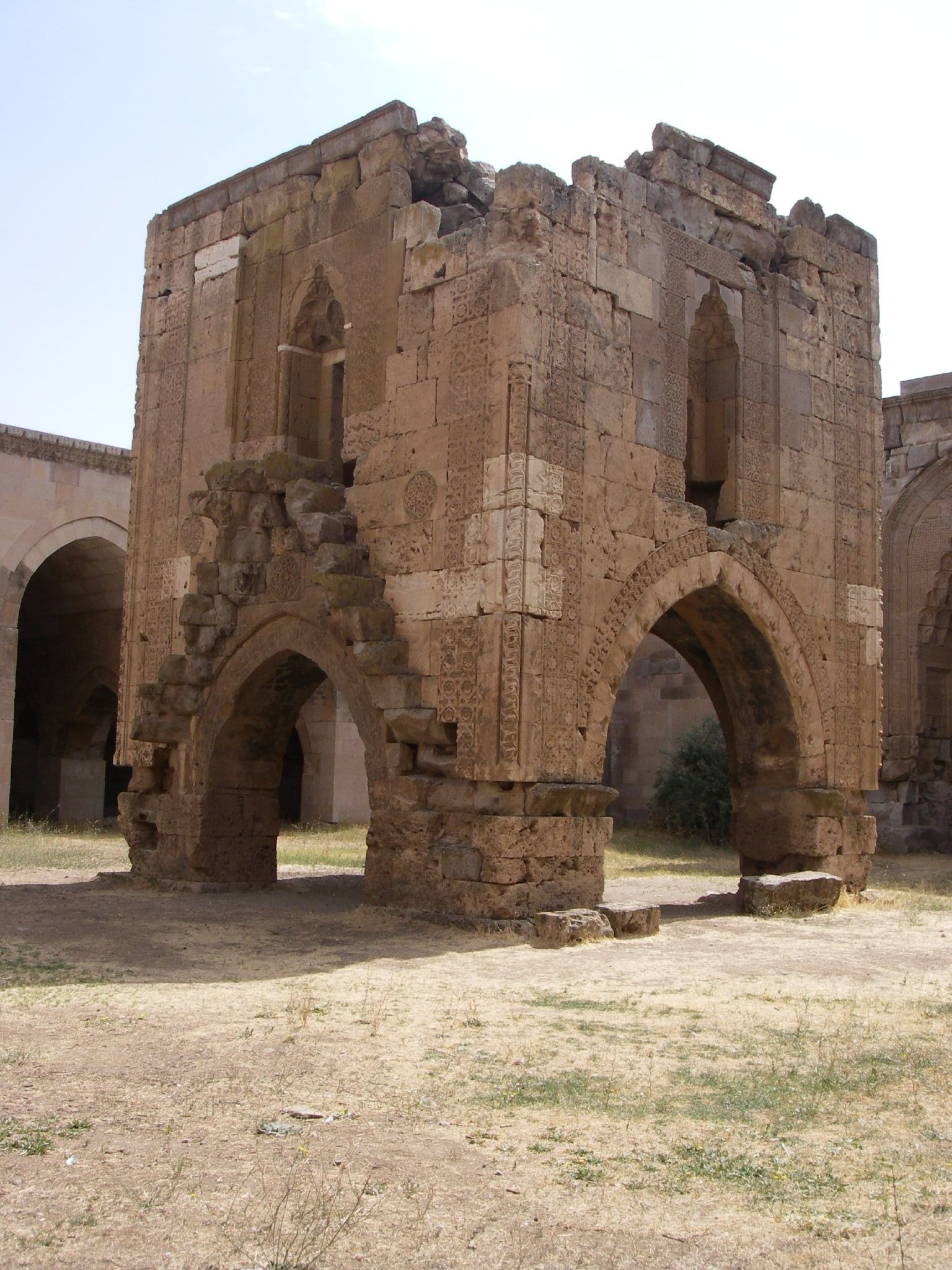

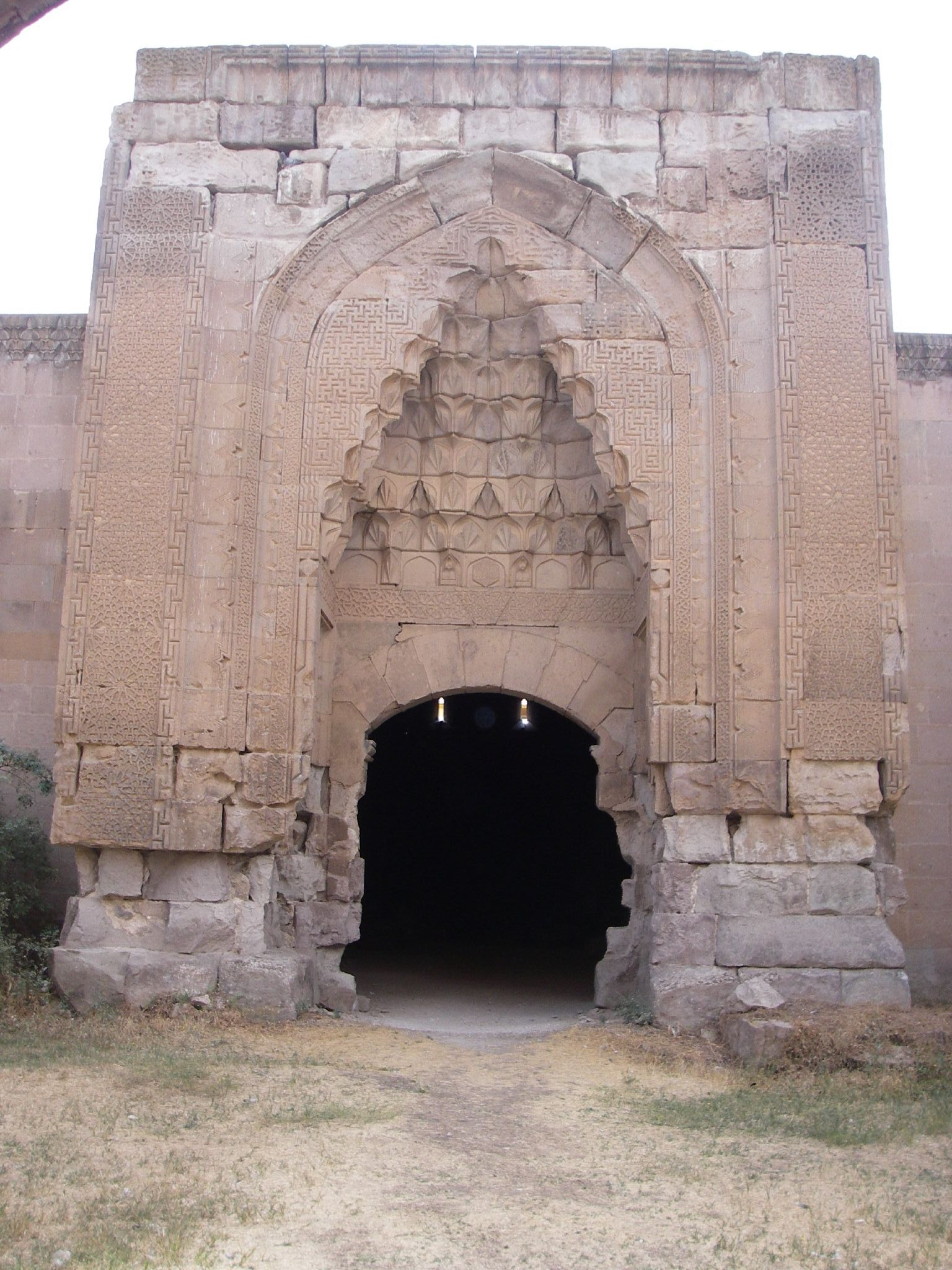

سلطان خان (ترکی استانبولی: Sultan Han (Kayseri)) یک کاروانسرای تاریخی مربوط به دوره سلجوقی در ترکیه است که در ۴۷ کیلومتری شمال شرقی قیصریه و در جاده سیواس قرار دارد. این بنا طی سالهای ۱۲۳۲ و ۱۲۳۷ میلادی توسط سلطان علاءالدین کیقباد ساخته شده‌است.

## تاریخ
این بنای سنگی در سال 1229 در زمان پادشاهی کیقباد اول در دوران سلجوقی توسط معماری دمشقی ( محمد بن خلوان الدمشقی) ساخته شد .  این بنا در جاده ای بین قونیه و آکسارای واقع شده که بزگترین کاروانسرای ترکیه است . بنا به طور کلی 4900 متر مربع مساحت دارد . پلان این کاروانسرا متشکل از یک مسجد در مرکز ، یک تالار سرپوشیده بزرگ ، حمام و غیره است .
اغلب بنا های دوره سلجوقیان روم سنگی بوده و از طریق ترکیب کردن سنت ها اسلام با فرم های ارمنی و بیزانسی شکل گرفته است . فرم های آنها عمدتا اقتباس گرفته از ایران و سوریه است .در واقع کاروانسرای سلطان خان در قلب مرکز تجاری عصر خود بوده ک بنادر زیادی از جمله آنتالیا و آلانیا را به ایران و گرجستان متصل کرده است .